# Resolutie 2075 Veiligheidsraad Verenigde Naties
Resolutie 2075 van de Veiligheidsraad van de Verenigde Naties werd op 16 november 2012 unaniem aangenomen door de VN-Veiligheidsraad en verlengde de vredesmacht in de Soedanese regio Abyei met een half jaar. Er werd ook op aangedrongen dat Soedan en Zuid-Soedan hun conflict middels dialoog zouden oplossen en niet met geweld. Er waren opnieuw incidenten geweest in Abyei waarbij onder meer een VN-medewerker was omgekomen.

## Achtergrond
Al in de jaren 1950 was het zwarte zuiden van Soedan in opstand gekomen tegen het overheersende Arabische noorden. De vondst van aardolie in het zuiden maakte het conflict er enkel maar moeilijker op. In 2002 kwam er een staakt-het-vuren en werden afspraken gemaakt over de verdeling van de olie-inkomsten. Verschillende rebellengroepen waren hiermee niet tevreden en in 2003 ontstond het conflict in Darfur tussen deze rebellen en de door de regering gesteunde janjaweed-milities. Die laatsten gingen over tot etnische zuiveringen en in de volgende jaren werden in Darfur grove mensenrechtenschendingen gepleegd waardoor miljoenen mensen op de vlucht sloegen. In februari 2011 stemde een overgrote meerderheid van de inwoners van Zuid-Soedan in een referendum voor onafhankelijkheid. De regio Abyei, die tussen Noord- en Zuid-Soedan lag, werd echter door beide partijen opgeëist, wat tot veel geweld leidde waardoor meer dan 100.000 inwoners op de vlucht sloegen.

## Inhoud

### Waarnemingen
Soedan en Zuid-Soedan hadden in 2011 overeenkomsten bereikt inzake gezamenlijk bestuur en veiligheid in de regio Abyei op de grens tussen beide landen. De Veiligheidsraad steunde de inspanning van de Afrikaanse Unie om de onderhandelingen tussen beide opnieuw vlot te trekken teneinde de spanningen te verminderen. De uiteindelijke status van Abyei moest de uitkomst van onderhandelingen zijn en niet van eenzijdige acties van een van beide partijen. De oprichting van bestuur en politie — waaronder een speciale eenheid voor nomademigraties — in deze regio bleef vertraging oplopen.

### Handelingen
Het mandaat van de UNISFA-vredesmacht in Abyei werd verlengd tot 31 mei 2013.
Beide partijen hadden in overeenstemming met resolutie 2046 troepen weggetrokken uit de regio. Soedan moest nog de oliepolitie uit Diffra terugtrekken. Enkel UNISFA en de Abyeise politie mochten nog in de regio opereren.
Soedan en Zuid-Soedan moesten dringend zorgen voor de oprichting van het bestuur en politie in de regio. Daarvoor moesten ze ook uit de impasse over het voorzitterschap van de raad raken. Verder moesten ze ook het reeds opgerichte grenscontroleorgaan activeren en beter meewerken met de VN, onder meer inzake de uitreiking van visa en de ontmijningsoperaties. Ten slotte werd geëist dat alle partijen ongehinderde noodhulpverlening toelieten.

## Verwante resoluties
- Resolutie 2057 Veiligheidsraad Verenigde Naties
- Resolutie 2063 Veiligheidsraad Verenigde Naties
- Resolutie 2091 Veiligheidsraad Verenigde Naties (2013)
- Resolutie 2104 Veiligheidsraad Verenigde Naties (2013)

Lijst ·  2033 ·  2034 ·  2035 ·  2036 ·  2037 ·  2038 ·  2039 ·  2040 ·  2041 ·  2042 ·  2043 ·  2044 ·  2045 ·  2046 ·  2047 ·  2048 ·  2049 ·  2050 ·  2051 ·  2052 ·  2053 ·  2054 ·  2055 ·  2056 ·  2057 ·  2058 ·  2059 ·  2060 ·  2061 ·  2062 ·  2063 ·  2064 ·  2065 ·  2066 ·  2067 ·  2068 ·  2069 ·  2070 ·  2071 ·  2072 ·  2073 ·  2074 ·  2075 ·  2076 ·  2077 ·  2078 ·  2079 ·  2080 ·  2081 ·  2082 ·  2083 ·  2084 ·  2085